# Richard Guedj
Pour les articles homonymes, voir Guedj.
Richard Guedj, né le 4 janvier 1950, est un acteur et directeur d'acteurs français.

## Biographie
Il est directeur d'acteurs sur le tournage de la série Plus belle la vie, où il supervise les nombreux comédiens qui se succèdent dans le feuilleton, après y avoir tenu le rôle de Charles-Henri Picmal de 2004 à 2006, rôle qu'il reprend brièvement en 2011, avant que son personnage ne meure assassiné.
Le 27 mars 2020, il prend sa retraite de directeur d'acteurs sur la série Plus belle la vie, et est remplacé par Eric Henon, frère du comédien Stéphane Henon, lui-même acteur dans le feuilleton. Recontacté à l'occasion de l'arrêt de la série, il revient fin 2022 en tant que coach sur le dernier prime-time.

## Filmographie

### Cinéma
- 1986 : Lien de parenté de Willy Rameau : l'homme de la bande à Donati
- 1993 : Roulez jeunesse ! de Jacques Fansten : Le père de Julien
- 1995 : Le Fabuleux Destin de madame Petlet de Camille de Casabianca : Robert Petlet
- 1999 : Les Collègues de Philippe Dajoux: Le poissonnier
- 1999 : Taxi 2 de Gérard Krawczyk : urgentiste accoucheur
- 2001 : Un ange de Miguel Courtois : Le pharmacien
- 2001 : Tanguy d'Étienne Chatiliez : Patrick
- 2005 : Boudu de Gérard Jugnot : Le père de l'enfant à la fête foraine
- 2010 : Un balcon sur la mer de Nicole Garcia : Sénéclause
- 2014 : Libre et assoupi de Benjamin Guedj : Patrick
- 2017 : C'est beau la vie quand on y pense de Gérard Jugnot : l'épicier

### Télévision
- 1979 : Les Enquêtes du commissaire Maigret, épisode Liberty Bar de Jean-Paul Sassy
- 1995 : L'instit, épisode 3-02, Le crime de Valentin, de Christian Faure : médecin
- 1995 : Docteur Sylvestre - Saison 1, épisode 2 : « Condamné à vivre » : le professeur Dietrich
- 2000 : Sous le soleil - épisode « Au pied du mur » : comptable Reynaud
- 2002 : Notes sur le rire (téléfilm) de Daniel Losset : Arturo
- 2002 : H : Miquelon, bras droit de Saint Pierre (dans l'épisode « Une histoire de purgatoire », saison 4, épisode 11
- 2003 : Y aura pas école demain de Philippe de Broca : Marcel Flandrin
- 2003 : L'Adieu, téléfilm  de François Luciani : Maurice
- 2004 – 2006 : Plus belle la vie - Saisons 1, 2 : Charles-Henri Picmal
- 2006 : Les courriers de la mort de Philomène Esposito : le prêtre
- 2008 : Mafiosa - Saison 2, épisode 5 : le patron du Caracas[1]
- 2010 : Louis la Brocante - Saison 12, épisode 3 « Louis et le monte-en-l'air » : William, l'antiquaire
- 2011 : Plus belle la vie - Saison 7 : Charles-Henri Picmal
- 2015 : Plus belle la vie - Dette d'honneur : le passant
- 2016 : Tandem (épisode 2) : le proviseur
- 2016 : Court et dégagé (série télévisée)
- 2019 : Olivia (Saison 1, épisode 3) de Thierry Binisti : Psychiatre Manon
- 2020 : Crimes parfaits - Master du crime (série télévisée) : Procureur
- 2021 : Plus belle la vie - Black out : Richard
- 2022 : Plus belle la vie - Sept mariages pour un enterrement : Patient hôpital (non-crédité)
- 2025 : Panda - Rencontre du troisième âge (saison 2 épisode 5) : Gérard
- 2025 : Le Voyageur - La femme oubliée (saison 2 épisode 8) : Sylvain Lartigol

## Théâtre
- 1976 : Falstafe de Valère Novarina, mise en scène de Marcel Maréchal, Théâtre du Gymnase
- 1981 : Oh ! Scapin L'Impromptu de Marseille de Marcel Maréchal et Les Fourberies de Scapin de Molière, mise en scène Marcel Maréchal, Théâtre de la Criée
- 1981 : Une ville d'or' d'après Noé de Jean Giono, mise en scène Jean-Pierre Raffaëli, Théâtre de la Criée
- 1988 : Dom Juan de Molière, mise en scène Marcel Maréchal, Théâtre La Criée
- 1989 : Dom Juan de Molière, mise en scène Marcel Maréchal, MC93 Bobigny
- 2008 : À la manière d'eux... de Colette Renard, mise en scène Richard Guedj
- 2013 : Gigi de Colette, mise en scène de Richard Guedj